# Jan Lauwers (kunstenaar)
Jan Lauwers (Antwerpen, 1957) is een Belgische kunstenaar op het gebied van meerdere media.
Sinds de jaren 1980 werd hij vooral bekend met zijn theaterwerk, eerst met Epigonentheater zlv, nadien met het gezelschap Needcompany, opgericht in Brussel in 1986. Ondertussen bouwde hij aan een uitgebreid oeuvre beeldende kunstwerken, dat in 2007 werd tentoongesteld in BOZAR (Brussel). 

## Biografie
Jan Lauwers studeerde schilderkunst aan de Koninklijke Academie voor Schone Kunsten Gent. Eind 1979 verzamelde hij een aantal mensen rond zich in het Epigonenensemble. Met dit gezelschap schreef Lauwers zich in in de radicale vernieuwingsbeweging in Vlaanderen begin '80 en trok internationale aandacht. Het Epigonentheater bracht de volgende voorstellingen: Reeds gewond en het is niet eens oorlog (1981), dE demonstratie (1983), Struiskogel (1983), Background of a Story (1984) en Incident (1985). Jan Lauwers ontbond dit collectief in 1985 en richtte Needcompany op, samen met Grace Ellen Barkey.
In september 1997 werd hij gevraagd voor het theaterluik van Documenta X (Kassel). Hij creëerde er Caligula naar Albert Camus. Op vraag van William Forsythe creëerde Jan Lauwers, in samenwerking met het Frankfurter Ballett de productie DeaDDogsDon’tDance/DjamesDjoyceDeaD (2000). Lauwers' opleiding als beeldend kunstenaar is bepalend voor zijn omgang met het medium theater.

## Privé
Lauwers en Barkey zijn de ouders van de actrice Romy Louise Lauwers.

## Onderscheidingen
- 1989 - Mobil Pegasus Preis, Hamburg
- 1999 - Obie Award, New York
- 2006 - Prijs van de Vlaamse Gemeenschap voor toneelliteratuur
- 2012 - Gouden Ereteken voor Verdienste aan de Republiek Oostenrijk
- 2014 - Gouden Leeuw Lifetime Achievement Award in de categorie theater op de Biënnale van Venetië